# جورج الأماصري
جورج الأماصري (باليونانية: Γεώργιος ὁ Ἀμάστριδος)‏ كان راهباً بيزنطياً نُصِّب أسقفاً لأماصرة (Amastris) دون رغبته. توفي بين الأعوام 802 و807 ميلادية.

## حياته
وُلِد جورج في بلدة تون كروميننون (الواقعة بالقرب من أماصرة / «أماستريس» في بافلاغونيا)، لعائلة محلية نبيلة في منتصف القرن الثامن تقريباً.  
بدأ حياته المهنية، كرجل يافع، في إدارة الكنيسة، لكنه تركها ليصبح ناسكاً على جبل Agrioserike. وفي وقت لاحق كذلك، انضم إلى cenobitic المجتمع الرهباني في مكان يدعى Bonyssa. عندما سقطت رؤية Amastris شاغرة في ق. 790 ، عيّن بطريرك القسطنطينية تاراسيوس جورج لشغله ، على الرغم من تفضيل الإمبراطور لشخص آخر لهذا المنصب.
كرس جورج أسقفًا في القسطنطينية . خلال الفترة التي قضاها أسقفًا لأمستريس ، ترأس جورج إعادة رفات يوحنا القوطي إلى مدينة بارثينيا الأصلية في شبه جزيرة القرم . توفي جورج مبكراً في عهد الإمبراطور نيكفوروس الأول ، الذي كان جورج من المؤيدين البارزين له.
هو معروف كقديس في القداس الأرثوذكسي ، ويوم العيد هو 21 فبراير .  

## سير القديسين
جورج هو موضوع hagiography المحفوظة في مخطوطة واحدة يعود تاريخها إلى القرن 10th.  في ذلك، وينسب للقديس مع العديد من المعجزات، بما في ذلك إنقاذ المدينة من هجوم من قبل مجهولين حتى الآن، روس ، الذي يهدف إلى سلب قبر القديس. 
دقة هذه المعلومات مفتوحة على سؤال، ويعتمد على تأريخ تشكيلها: فاسيلي فاسيلييفسكي و إيهور سيفسينكو وقد يعزى ذلك إلى شبه المعاصرة جورج إغناطيوس الشماس ، مع تاريخ من وقت التركيب قبل 842، في حين جيرمين دا Costa- اعتبره كل من Louillet و Wanda Wolska-Conus عملاً لاحقًا من القرن العاشر. اقترح أثناسيوس ماركوبولوس أيضًا أنه على الرغم من أن الجزء الأكبر من العمل يعزى إلى إغناطيوس ، فإن الحلقة الروسية كانت إضافة لاحقة ، تحت تأثير Patriarch Photios .   تكمن أهمية صحة الحلقة في كونها ربما أول هجوم مسجل من قبل روس ضد بيزنطة.
على الرغم من صلاته الوثيقة بالإمبراطورة إيرين من أثينا ونيكفوروس الأول ، إلا أن كتاب القديسين يُعتبر «افتقارًا إلى التحيز ضد الأيقونات».  نتيجة لذلك ، وبسبب بعض أوجه التشابه في علاج الإمبراطور نيكفوروس الأول إلى نيكفورس الثاني فوكاس ( r .   963-969 ) اقترح ألكساندر r تاريخ التكوين في نهاية القرن العاشر. 